# Новочервищанський орнітологічний заказник
Новочервища́нський зака́зник — орнітологічний заказник місцевого значення в Україні. Розташований на території Любешівського району Волинської області, на південний схід від села Нові Червища. 
Площа 153,5 га. Статус присвоєно згідно з розпорядженням Волинської обласної ради народних депутатів від 03.03.1993 року № 18-р. Перебуває у віданні ДП «Маневицьке ЛГ» (Новочервищанське лісництво, кв. 45, вид. 47; кв. 46, вид. 44–49; кв. 54, вид. 13–24). 
Статус присвоєно для збереження частини лісового масиву з сосновими насадженнями віком 80–110 років із домішкою берези повислої як місце токовищ глушців (Tetrao urogallus) — рідкісного виду птахів, занесеного до Червоної книги України та додатків Бернської конвенції про охорону дикої флори і фауни та природних середовищ існування в Європі. Чисельність виду через антропогенні зміни й браконьєрство скорочується. Збереглося небагато токовищ, кількість особин кожного з них не перевищує 10–15. Птахи прив'язані до місць мешкання, на нових територіях (у разі штучного обміну самцями між токовищами) майже не розмножуються.